# Simulium mataverense
Simulium mataverense es una especie de insecto del género Simulium, familia Simuliidae, orden Diptera.
Fue descrita científicamente por Craig & Craig, 1987.